# Sonja Mathisen
Inga Sonja Mathisen (født 5. november 1924 i Randers, død 17. maj 2014 smst.) var en dansk erhvervsleder, der fra 1960 til sin død var administrerende direktør for Hotel Randers og desuden direktør for Hotel Imperial i København fra 1959 til 1995.
Mathisen blev efter realeksamen uddannet kontorist hos cykel- og automobilforhandleren Nellemann og dimitterede i 1944 fra Handelshøjskolen i Århus, hvorefter hun arbejdede for Røde Kors i London gennem tre år. Hun vendte i 1950 tilbage til hjembyen, og blev kontorchef for Hotel Randers. Stillingen bestred hun i fem år, da hun blev headhuntet til at blive økonomidirektør for det nyopførte Hotel Imperial i København. Allerede senere samme år blev hun underdirektør, og året efter administrerende direktør.
Imidlertid ærgrede det Hotel Randers' direktør Wilhelm Mathisen at undvære hende i Randers, så han tilbød hende stillingen som direktør, og i 1960 vendte hun tilbage som forpagter af Hotel Randers, dog sådan at hun samtidig var direktør for Imperial i København. Senere kom også driften af Restaurant Nørreriis og restauranten på Randers Rutebilstation til.
I 1961 blev Sonja og Wilhelm Mathisen (1887–1973) gift. Ved hans død i 1973 blev hun eneejer af hotellet. Med Imperial som kontaktbase i København lykkedes det hende i løbet af 1970'erne at få flere udenlandske turister til at lægge vejen forbi Randers, hvilket blandt andet mange amerikanere gjorde. I 1988 blev hun gift for anden gang - med landsretssagfører Kristian Rudolf Vester-Petersen (1918–1997). I 1995 gik hun af som direktør for Imperial og koncentrerede sig siden om Hotel Randers. Som arbejdsgiver havde Mathisen ry for at være pertentlig og blev af personalet ofte omtalt som Fruen; af andre også som "Hoteldronningen".
Det sidste år boede hun i en ældrebolig på Randers Kloster, men fungerede til sin død som administrerende direktør og bestyrelsesformand. Sven Eskildsen havde dog overtaget den daglige ledelse af hotellet. Sonja Mathisen døde på Regionshospitalet Randers.